# Temple (Londres)
Temple és un barri del districte de Ciutat de Londres (la City) dins del Gran Londres, Anglaterra (Regne Unit). Es troba als voltants de l'església de Temple. El nom es troba documentat al  com a Novum Tumplum, «nou temple».
És un dels principals districtes legals de la capital i un notable centre de la llei anglesa, tant històricament com en l'actualitat. Dos dels quatre Inns of Court, l'Inner Temple i el Middle Temple, es troben aquí. Temple es troba majoritàriament a la City, però una petita part oriental es troba a Westminster.